# Epimecis scolopaiae
Epimecis scolopaiae là một loài bướm đêm trong họ Geometridae.